# Опросник «Симуляторные расстройства»
Опросник «Симуляторные расстройства» (англ. Simulator Sickness Questionnaire, SSQ) — методика, предназначенная для оценки негативных ощущений, возникающих у пользователей при взаимодействии с визуальными симуляторами.

## История
Опросник Симуляторные расстройства (SSQ) был разработан Робертом Кеннеди и коллегами в 1993 году, основываясь на известном опроснике «Расстройства движения» (Motion Sickness Questionnaire, MSQ), созданном в Национальном Аэрокосмическом Агентстве США (НАСА).
Для разработки опросника SSQ были выделены три основные цели:
1. Выявить достоверные общие факторы симуляторного расстройства;
2. Выявить оценки по субшкалам, которые позволяют диагностировать локус симуляторного расстройства;
3. Сделать мониторинг и отслеживание негативных ощущений относительно простым.[2]

Исходя из поставленных целей, авторы провели факторный анализ данных MSQ полученных при тестировании более 1100 участников на тренажерах ВМС, представляющих собой симуляторы самолетов с неподвижным крылом и вертолетов. Версия MSQ, использованная в этих исследованиях, содержала 28 наименований симптомов из которых 12 были исключены ввиду редкого возникновения у пользователей при взаимодействии с визуальными симуляторами. В результате чего был выделен контрольный список симптомов, состоящий из шестнадцати пунктов, связанных с симуляторным расстройством. Вместе с тем для каждого из шестнадцати симптомов были определены четыре степени проявления негативного ощущения: не ощущаю; незначительно ощущаю; умеренно ощущаю; сильно ощущаю. На основе полученных пунктов было выделено три фактора:
- Фактор тошноты (Nausea, N) включает такие симптомы, как чувство дискомфорта, повышение слюноотделение, сухость во рту, потливость, тошнота, сложность концентрации, боль в животе, отрыжка;
- Фактор глазодвигательной активности (Oculomotor, O) включает такие симптомы, как чувство дискомфорта, утомление, головная боль, напряжение глаз, сложность фокусировки, сложность концентрации, зрение расплывается;
- Фактор дезориентации (Disorientation, D) включает такие симптомы, как сложность фокусировки, тошнота, «тяжёлая голова», зрение расплывается, головокружение при открытых глазах, головокружение при закрытых глазах, ощущение вращения окружающего мира.

Подсчёт результатов опросника производился путем вычисления общей оценки (total score) выраженности симуляторного расстройства. При этом чем выше было значение общего балла, тем сильнее проявлялись негативные ощущения пользователя в виртуальной среде.

## Адаптация опросника
В 2013 г. лабораторией киберпсихологии Университета Квебека в Оттаве была создана франко-канадская версия опросника SSQ.
Позднее опросник Симуляторные расстройства был переведен на русский язык и адаптирован Г. Я. Меньшиковой и А. И. Ковалёвым.
Ниже приведен общий вид опросника SSQ:
|                                    | Не ощущаю | Незначительно ощущаю | Умеренно ощущаю | Сильно ощущаю |
| Чувство дискомфорта                |           |                      |                 |               |
| Утомление                          |           |                      |                 |               |
| Головная боль                      |           |                      |                 |               |
| Напряжение глаз                    |           |                      |                 |               |
| Сложность фокусировки              |           |                      |                 |               |
| Повышение слюноотделения           |           |                      |                 |               |
| Сухость во рту                     |           |                      |                 |               |
| Потливость                         |           |                      |                 |               |
| Тошнота                            |           |                      |                 |               |
| Сложность концентрации             |           |                      |                 |               |
| «Тяжёлая голова»                   |           |                      |                 |               |
| Зрение расплывается                |           |                      |                 |               |
| Головокружение при открытых глазах |           |                      |                 |               |
| Головокружение при закрытых глазах |           |                      |                 |               |
| Ощущение вращения окружающего мира |           |                      |                 |               |
| Боль в животе                      |           |                      |                 |               |
| Отрыжка                            |           |                      |                 |               |
| Др. ощущения                       |           |                      |                 |               |

## Применение
На сегодняшний день опросник "Симуляторные расстройства" является наиболее валидным для оценки симуляторного расстройства и выявления проблемных аспектов разного рода визуальных симуляторов, с которыми взаимодействует пользователь.
SSQ был опубликован в 1993 году и с тех пор цитировался более 3500 раз.